# Лясковичі (Петриковський район)
Лясковичі (біл. Ляскавічи) — село, центр Лясковицької сільради Петриківського району Гомельської області Білорусі.
Біля села розташовані родовища торфу і сапропелі. На заході межує з лісом.

## Географія

### Розташування
У 24 км на захід від Петрикова, 22 км від залізничної станції Копцевичі (на лінії Лунинець — Калинковичі), 214 км від Гомеля.

### Гідрографія
На півдні заплава річки Прип'ять і озеро Ветвіца, на півночі меліоративні канали.

## Транспортна мережа
На автодорозі Житковичі — Петриков. Планування складається з 3 майже паралельних між собою вулиць, орієнтованих широтно і забудованих щільно дерев'яними садибами.

## Історія
За письмовими джерелами відоме з XVI століття як село в Мозирському повіті Мінського воєводства Великого князівства Литовського.
У 1626 році на кошти поміщика мерзлякуватий побудована церква на честь Пречистої Богородиці. Після 2-го розділу Речі Посполитої (1793 рік) в складі Російської імперії. У 1795 році володіння Ходкевичів. У 1850 році володіння Кіневічів. Офіцери Генерального штабу Російської армії, які знайомилися з цими місцями, відзначали відособленість села з видом непримітного хутора. За ревізійними матеріалами 1861 року відкрита школа, а в 1910 році — ще одна школа. Діяла тимчасова пристань. За відомостями 1885 року працювала винокурня. Центр волості, у яку в 1885 році входили 11 селищ з 381 двором. У 1895 році побудовано нову будівлю церкви.
Згідно з переписом 1897 року діяв трактир. Поблизу пристань Кабачок на річці Прип'ять; відділення пошти.
З 20 серпня 1924 року до 2 квітня 1975 року та з 24 травня 1978 року центр Лясковицької сільради Петриківського району Мозирської (до 26 липня 1930 року і з 21 червня 1935 року до 20 лютого 1938 роки) округу, з 20 лютого 1938 року Поліської, з 8 січня 1954 року Гомельської областей.
У 1929 році організований колгосп. Під час Німецько-радянської війни в 1944 році окупанти частково спалили село. 100 жителів загинули на фронті. Згідно з переписом 1959 року центр радгоспу «Лясковічі». Діють середня школа, Будинок культури, бібліотека, аптека, лікарня, відділення зв'язку, їдальня, 4 магазини, швейна майстерня.
До складу Лясковицької сільради до 1934 року входило селище Бринів (зараз село Бринів).

## Сучасність
В селі розміщується адміністрація нацпарку «Прип'ятський», є готель, музей природи і побуту (відкритий 2012 року).
Проводиться щорічний фестиваль етнокультурних традицій «Поклик Полісся».

## Населення

### Чисельність
- 2004 рік — 301 господарство, 684 жителя.

#### Динаміка
- 1700 рік — 27 дворів.
- 1795 рік — 29 дворів.
- 1811 рік — 34 двори.
- 1850 рік — 54 двори, 287 жителів.
- 1885 рік — 60 дворів, 361 житель.
- 1897 рік — 112 дворів, 693 жителя (згідно з переписом).
- 1908 рік — 147 дворів, 1137 жителів.
- 1925 рік — 175 дворів.
- 1959 рік — 1143 жителі (згідно з переписом).
- 2004 рік — 301 господарство, 684 жителі.

## Відомі уродженці
- Іван Михайлович Бамбіза — білоруський державний діяч.

## Галерея

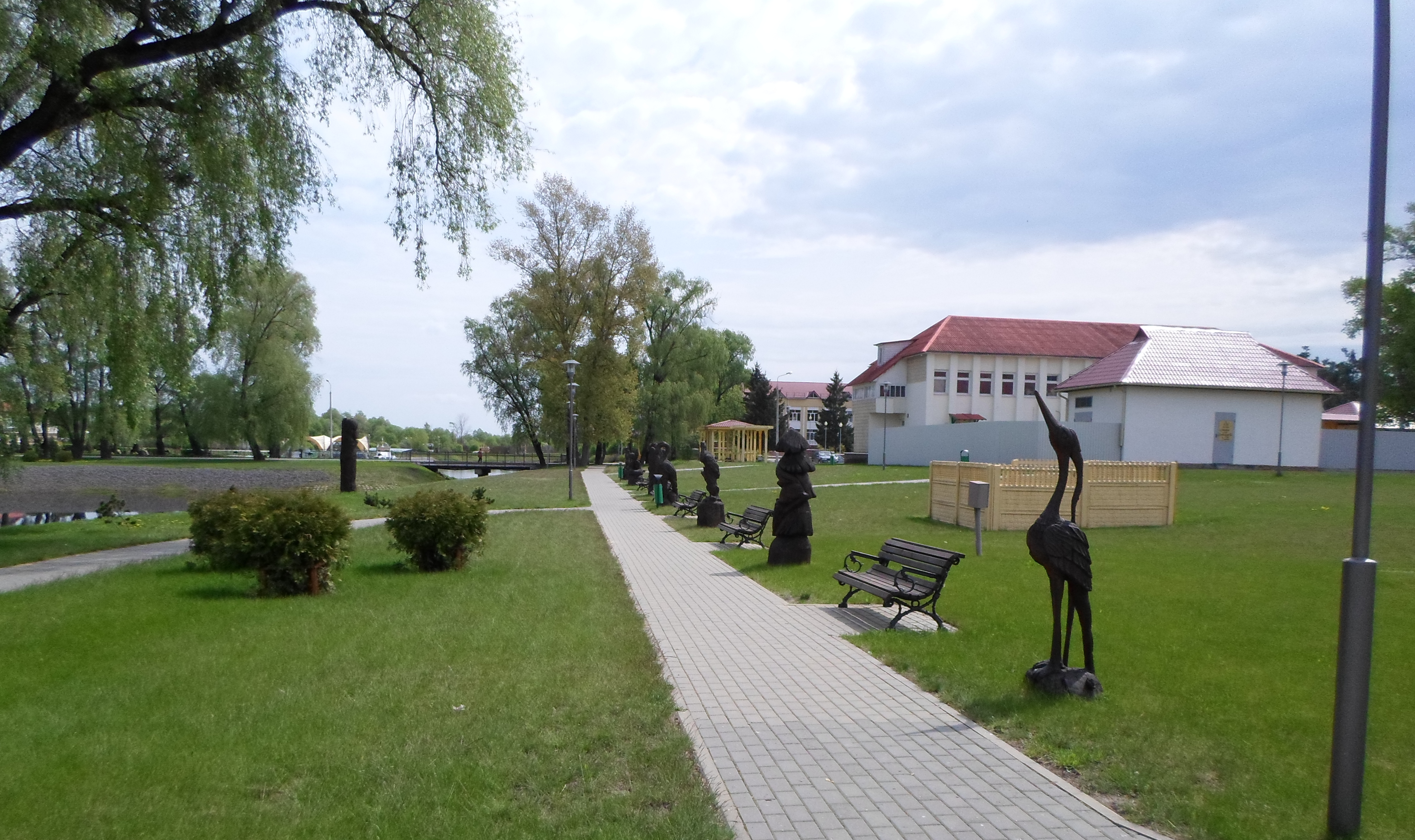
Сквер біля музею